# Куніха
Куніха (пол. Kunicha) — село в Польщі, у гміні Штабін Августівського повіту Підляського воєводства.
Населення — 83 особи (2011).
У 1975-1998 роках село належало до Сувальського воєводства.

## Демографія
Демографічна структура станом на 31 березня 2011 року:
|          | Загалом | Допрацездатний вік | Працездатний вік | Постпрацездатний вік |
| -------- | ------- | ------------------ | ---------------- | -------------------- |
| Чоловіки | 37      | 10                 | 25               | 2                    |
| Жінки    | 46      | 13                 | 26               | 7                    |
| Разом    | 83      | 23                 | 51               | 9                    |